# لوتار فون آرنو دو لا پریر
لوتار فون آرنو دو لا پریر (به آلمانی: Lothar von Arnauld de la Perière) (۱۸ مارس ۱۸۸۶ – ۲۴ فوریه ۱۹۴۱) نظامی بلندپایه آلمانی در دوره امپراتوری آلمان و رایش سوم بود که در جریان جنگ جهانی اول و جنگ جهانی دوم در نیروی دریایی خدمت کرد.
او با فرماندهی دو او-بوت در جنگ جهانی اول، موفق به غرق کردن ۱۹۴ کشتی دشمن با مجموع تناژ ۴۵۳٬۷۱۶ تن شد که او را به موفق‌ترین فرمانده زیردریایی در تمامی دوران بدل ساخت. با وجود از اژدر برای مورد اصابت قرار دادن شناورهای دشمن، اکثر قریب به اتفاق پیروزی‌های او در سطح و با استفاده از شلیک توپ حاصل گردید.

## سال‌های اولیه
لوتار فون آرنو دو لا پریر روز ۱۸ مارس سال ۱۸۸۶ در پوزن در پروس زاده شد. اجداد او تباری فرانسوی داشتند که میانه سده هجدهم به پادشاهی پروس پناهنده شدند. لوتار در دانشکده‌های نظامی والشتات و گروس‌لیشترفلده تحصیل کرد و سال ۱۹۰۳ به نیروی دریایی امپراتوری آلمان پیوست. پس از هشت سال خدمت بر عرشه سه نبردناو، سال ۱۹۱۱ افسر اژدر ناو امدن شد. سپس مدتی آجودان دریابد هوگو فون پول، رئیس ستاد کل نیروی دریایی بود.

## جنگ جهانی اول
با آغاز جنگ جهانی اول، فون آرنو که مایل به ادامه کار در امور ستادی نبود و از طرفی می‌دانست حرفه موفقی در ناوگان کشتیی‌های جنگی نخواهد داشت، درخواست انتقال به بخش کشتی‌های هوایی را داد تا افسر سپلین شود. با این حال درخواست او با توجه به محدودیت نیاز به افسران در این بخش، رد شد. از این رو بلافاصله این بار درخواست ورود به دانشکده او-بوت در کیل، کرد. بدین شکل فون آرنو سال ۱۹۱۵ به رسته او-بوت منتقل و ماه نوامبر فرمانده او-۳۵ شد. این او-بوت پیش از این نزدیک شش ماه در مدیترانه به شکل موفثی خدمت کرده و ماه اوت در پولا لنگر انداخته بود. فون آرنو ماه دسامبر خود را با قطار به این موقعیت رساند تا جای والدمار کوفامل را بگیرد.
در نخستین گشت رزمی خود نزدیک بود قربانی یک کشتی کیو بریتانیایی شود. در این حادثه روز ۱۷ ژانویه سال ۱۹۱۶ دز جست‌وجوی اهداف در خطوط کشتیرانی شرق مالت بود که یک کشتی تجاری را شناسایی کرد. پس از نزدیک شدن با احتیاط به این کشتی در عمق پریسکوپ، دستور به تیراندازی اخطار با توپ عرشه داد تا آن را متوقف کند. با درخواست کمک رادیویی این شناور، مارگت، کشتی کیو بریتانیایی با پرچم دروغین هلند خود را به محل رساند. به دستور فون آرنو آتش توپ او-بوت به سمت هدف جدید تغییر کرد. مارگت برای فریب او-بوت متوقف و تعدادی از خدمه آن سوار قایق نجات شد؛ درحالی‌که عده دیگری در مواضع پوشیده آماده شلیک تسلیحات بودند. با این حال فون آرنو نسبت به این کشتی مشکوک شد و با رفتن به عمق از آن فاصله گرفت. حدود ۱۵ دقیقه بعد با احتیاط به طرف قایق نجات رفت تا اگر شناور مسلح بود، با در خطر بودن خدمه خود، نتواند به سمت آن شلیک کند. کشتی کیو بریتانیایی با دریافت قصد او-بوت، پرده از ماهیت خود برداشت و شروع به تیراندازی به سمت آن کرد. فون آرنو که خود را گرفتار یک تله می‌دید، فرمان به شیرجه شدید به عمق داد. در این حال به او گفته شد افسر نخست او-بوت هنوز روی عرشه است. با وجود این که او-بوت همچنان در برد آتش کشتی دشمن بود، فون آرنو بدون تأمل به سطح رفت و افسر مورد نظر را به درون او-بوت کشید.
فون آرنو در دومین گشت رزمی خود با او-۳۵، یک پیروزی بزرگ حاصل کرد. او روز ۲۶ فوریه سال ۱۹۱۶ رد کشتی ترابری مسلح فرانسوی پروانس ۲ را زد و توانست این شناور ۱۳٬۷۵۳ تنی را با شلیک یک اژدر غرق کند. در این واقعه ۹۹۰ سرباز فرانسوی که راهی سالونیک در یونان بودند، کشته شدند. کاری که او-بوت فون آرنو در این مورد در وارد آوردن تلفات به دشمن در عرض چند دقیقه کرد یک لشکر نیروی زمینی امپراتوری آلمان در جبهه غربی در عرض حدوداً یک هفته از پس آن برمی‌آمد. البته سه روز بعد فون آرنو در یک درگیری شدید نزدیک پورت‌سعید، چهار اژدر صرف کرد تا یک اسلوپ «کوچک» بریتانیایی را غرق کند.
ماه آوریل سال ۱۹۱۶ با او-۳۵ راهی یک گشت رزمی پنج هفته‌ای با گذر از جبل‌الطارق در اقیانوس اطلس شد. در این مدت با حمله به خطوط کشتیرانی دشمن ۱۷ شناور را غرق کرد. در راه بازگشت به دریای آدریاتیک با یک هواگرد آب‌نشین فرانسوی برخورد اما پیش از آن که مورد حمله قرار گیرد قارد به گریز گشت. در مسیر کاتارو، توانست مجموع تناژ ۶۵٬۰۰۰ تن دیگر به قربانیان خود بیفزاید. روز ۲۱ ژوئن سال ۱۹۱۶ وارد بندرگاه کارتاخنا در اسپانیا شد و نامه قیصر ویلهلم دوم بابت تشکر از این کشور در راه دادن به پناهجویان آلمان از کامرون به مستعمره گینه، را تحویل آلفونسوی سیزدهم داد.
گشترنی‌های فون آرنو در ماه ژوئن سال ۱۹۱۶ بسیار ثمر بخش بود و غرق شدن ۳۹ کشتی تجاری با مجموع تناژ ۵۶٬۸۱۸ تن را دربرمی‌گرفت. او موفق شد بین ۲۶ ژوئیه تا ۲۰ اوت سال ۱۹۱۶، در عرض تنها ۲۵ روز، ۵۴ کشتی دشمن را با مجموع تناژ ۹۱٬۱۵۰ تن در مدیترانه غرق کند که گونه‌ای رکود نظامی به حساب می‌آید. در این جریان مورد حمله چیتا دی ساساری، کشتی کیوی ایتالیایی قرار گرفت اما با شیرجه قادر به گریز گشت.
فون آرنو رکورد غرق کردن ۱۹۴ کشتی دشمن با مجموع تناژ ۴۵۳٬۷۱۶ تن را بر جای گذاشت و از این بابت سال ۱۹۱۶ نشان عالی پور لو مریت را دریافت کرد. قربانیان او شامل دو کشتی جنگی، یک کشتی تجاری مسلح، پنج کشتی حمل نیرو، ۱۲۵ کشتی بخار و ۶۲ کشتی بادبانی می‌شد. فون آرنو در تمامی این مدت به‌شکل سفت‌وسختی پایبند به «اصول جوانمردی دریایی» بود. اغلب پیروزی‌های او بدون درگیری حاصل شد. فون آرنو شناورهای تجاری دشمن را متوقف و مدارک‌ها آن‌ها را بررسی می‌کرد، سپس به خدمه اجازه می‌داد آن را به قایق‌های نجات ترک کنند و در نهایت با توپ کالیبر ۸۸ میلی‌متری عرشه خود شناور را غرق می‌کرد. یکی از مزایای این روش حفظ ذخیره ارزشمند اژدرهای او-بوت بود که تعداد کمتری از آن‌ها نسبت به مهمات توپ در دست بود. مزیت دیگر برای فون آرنو ثبت دقیق اطلاعات قربانی‌های او بود؛ چرا که فرماندهان دیگر مقدار بیشتری تناژ نسبت به آنچه موفق به اثبات آن شدند، غرق می‌کردند. به هر حال گاهی این روش علمی نبود. او در مجموع ۷۴ اژدر شلیک کرد که ۳۹ مورد از آن‌ها به هدف اصابت نمود.

## دوره میان‌دوجنگ
پس از جنگ، فون آرنو در دوره جمهوری وایمار در نیروی دریایی، رایشس‌مارینه، باقی ماند و افسر ناوبری یک نبردناو پیشدریدنوت قدیمی و فرمانده ناو اِمدن بود. تا درجه ناخدا یکم ترفیع گرفت و سال ۱۹۳۱ بازنشسته شد. بین سال‌های ۱۹۳۲ تا ۱۹۳۸ مشغول به تدریس در دانشکده دریایی ترکیه بود.

## جنگ جهانی دوم
با آغاز جنگ جهانی دوم، فون آرنو مجدداً به خدمت فعال فراخوانده شد. بین ماه‌های سپتامبر ۱۹۳۹ تا مارس ۱۹۴۰ فرمانده دریایی ناحیه دانتسیش بود. ماه‌های مه و ژوئن سال ۱۹۴۰ فرماندهی نظامی ناحیه بلژیک-هلند را بر عهده داشت. روز ۱ ژوئن همان سال به درجه دریادار ترفیع گرفت. سپس بین ماه‌های ژوئن تا دسامبر ۱۹۴۰ ناحیه برتانی و دسامبر ۱۹۴۰ تا فوریه ۱۹۴۱ ناحیه غرب فرانسه را فرماندهی دریایی کرد. روز ۱ فوریه سال ۱۹۴۱ به درجه دریابان نائل آمد.
روز ۱۹ فوریه سال ۱۹۴۱ به فرماندهی دریایی جنوب منصوب گردید. دریابان لوتار فون آرنو دو لا پریر در راه جایگاه جدید خود بود که روز ۲۴ فوریه سال ۱۹۴۱ در اثر یک سانحه هوایی در فرودگاه پاری – لو بورژه در حومه پاریس جان باخت. پیکر او در گورستان اینولیت در برلین دفن شد.

## کتابشناسی
- Mitcham, Samuel W. Jr.; Mueller, Gene (2012). Hitler's Commanders: Officers of the Wehrmacht, the Luftwaffe, the Kriegsmarine, and the Waffen-SS. Rowman & Littlefield. ISBN 978-1-4422-1153-7.